# Ermita de San Roque (El Toro)

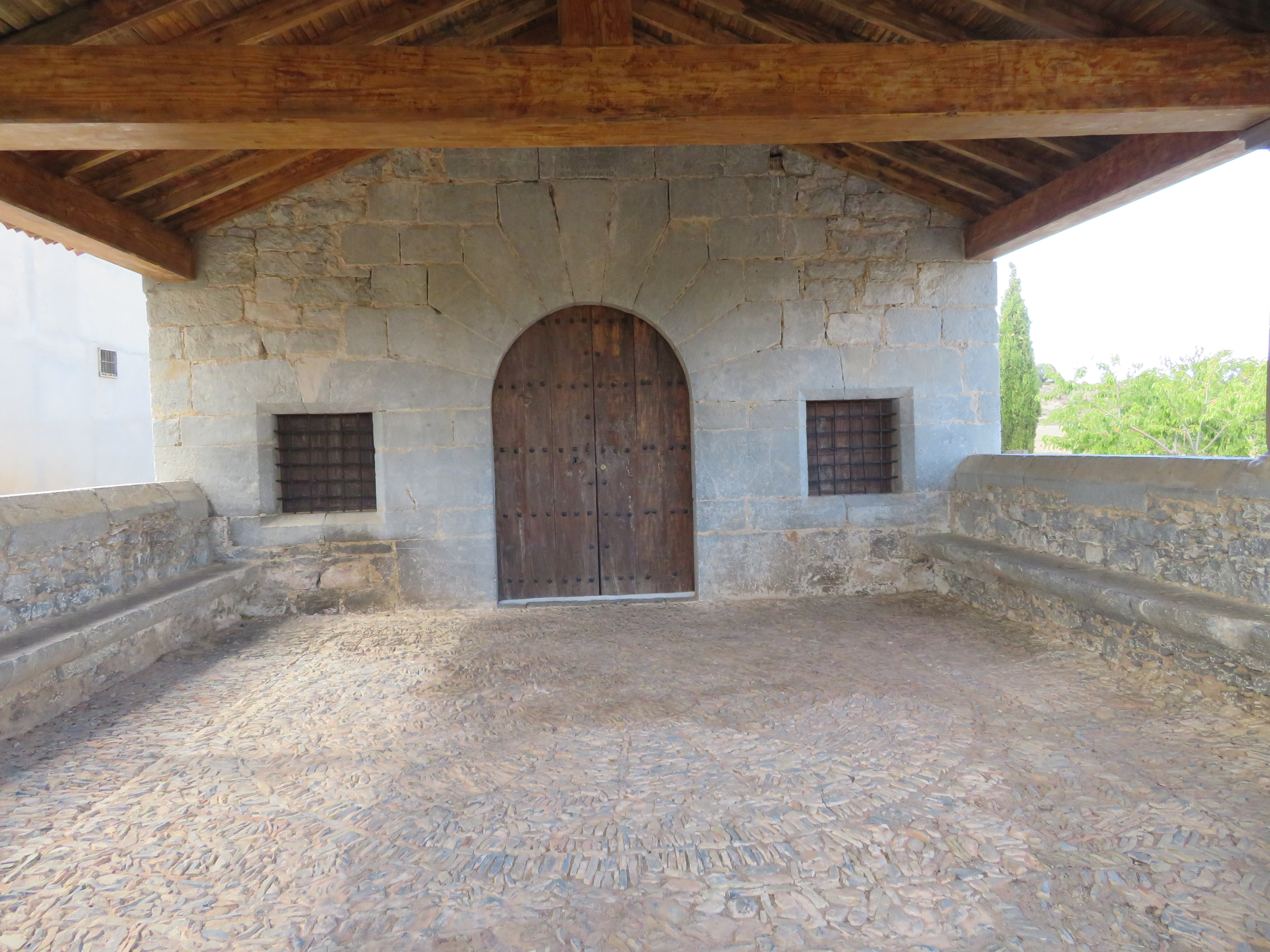
Pórtico de la ermita de San Roque

La ermita de San Roque en el término municipal de El Toro, comarca del Alto Palancia (Provincia de Castellón, España), es una ermita erigida, entre los siglos XIV y XVII, en honor de San Roque,se localiza al pie de la carretera que se dirige al Peña Salada en la conocida como Hoya de San Roque, en el término municipal de El Toro, al final de un vía crucis, con casalicios para las diferentes estaciones, construido en 1991, año en el que se procedió a su restauración.
Está declarada Bien de Relevancia Local con código identificativo: 12.07.115-002, tal y como queda constancia en la Dirección General de Patrimonio Artístico de la Generalidad Valenciana.

## Descripción histórico-artística
La obra original, que data del siglo XIV y que es perceptible externamente en el ábside y en los fuertes contrafuertes de sus laterales; se comenzó a construir con fábrica de aparejo, pero más tarde, ya entrado el siglo XVII (1603), comienzan a utilizarse sillares, en las obras de su engrandecimiento.
Presenta una planta rectangular, de una sola nave, y cubierta a dos aguas acabada en teja; a la que se accede a través de una puerta, que se sitúa a los pies del templo y que tiene dovelas. Esta puerta de acceso está precedida de un pórtico adosado con banco corrido y está cubierta por un techo a tres aguas de madera interiormente y con acabado externo en teja, que está sostenido por columnas toscanas. Además, a cada lado de la puerta hay sendas ventanas cuadradas rematadas con rejas. Podría clasificarse este pórtico como típico de estilo aragonés, con aleros de madera.
La fachada se remata con una pequeña espadaña, formada por un cuerpo un vano para una sola campana. La espadaña se sitúa en alto, a los pies, formada por un cuerpo y un vano.
Respecto al interior, que se encuentra totalmente repintado, la única nave se está dividida en dos tramos, más el presbiterio que se completa con el altar y un pequeño retablo de piedra (utilizándose, según autores, las piedras de un castillo cercano que se derruyó), presidido por una imagen de San Roque. Interiormente la cubierta actual es plana, tanto en la nave como en la parte que hace de sacristía. Esta cubierta está sujeta por pilastras y arcos de medio punto.
Pueden distinguirse dos capillas laterales una dedicada a la Divina Pastora y otra al Cristo Yacente.
Las fiestas de la ermita se llevan a cabo en agosto, a partir del día 15, siendo el 16 de agosto, día de San Roque, el día de la fiesta grande, en el que hay romería y actos eucarísticos en los diferentes templos que participan en la romería.